# 助田重義
助田 重義（すけだ しげよし、1960年1月10日 - ）は、日本の政治家。自由民主党所属の元衆議院議員（2期）。

## 経歴
福井県丹生郡越前町生まれ。金沢経済大学経済学部卒業後、会社員を経て、1995年（平成7年）、自由民主党福井県連職員。2005年（平成17年）、事務局長に就任。
2012年（平成24年）、第46回衆議院議員総選挙に自民党から比例北陸信越ブロック（単独22位）で出馬し初当選した。2014年（平成26年）、第47回衆議院議員総選挙に自民党から比例北陸信越ブロック（単独21位）で再び出馬し再選。2017年（平成29年）、第48回衆議院議員総選挙に自民党から比例北陸信越ブロック（単独23位）で出馬し、落選。

## 政策・主張
- 憲法改正と集団的自衛権の行使に賛成。
- アベノミクスを評価する。
- 原発は日本に必要。
- 首相の靖国神社参拝は問題ない。
- 村山談話・河野談話を見直すべき。
- ヘイトスピーチを法律で規制することに反対[2]。

## 所属団体・議員連盟
- TPP交渉における国益を守り抜く会